# A Touch of Class (film)
A Touch of Class is een romantische komedie film uit 1973 geregisseerd door Melvin Frank. De hoofdrollen werden gespeeld door George Segal en Glenda Jackson.
De film werd genomineerd voor vijf Oscars, waaronder de Oscar voor Beste Film. De film wist uiteindelijk een nominatie te verzilveren. 

## Rolverdeling
| Acteur          | Personage           |
| --------------- | ------------------- |
| George Segal    | Steve Blackburn     |
| Glenda Jackson  | Vickie Allessio     |
| Hildegarde Neil | Gloria Blackburn    |
| Paul Sorvino    | Walter Menkes       |
| K Callan        | Patty Menkes        |
| Cec Linder      | Wendell Thompson    |
| Lisa Vanderpump | Julia Allessio      |
| Michael Elwyn   | Cecil               |
| Mary Barclay    | Martha Thompson     |
| Nadim Sawalha   | Night Hotel Manager |

## Prijzen en nominaties
| Jaar | Prijs                    | Categorie                   | Genomineerde(n) | Uitslag     |
| ---- | ------------------------ | --------------------------- | --------------- | ----------- |
| 1974 | Academy Awards           | Beste film                  | Beste film      | Genomineerd |
| 1974 | Beste actrice            | Glenda Jackson              | Gewonnen        |             |
| 1974 | Beste originele scenario | Melvin Frank en Jack Rose   | Genomineerd     |             |
| 1974 | Beste originele muziek   | John Cameron                | Genomineerd     |             |
| 1974 | Beste originele nummer   | George Barrie en Sammy Cahn | Genomineerd     |             |